# Гарнеро, Даниэль
Даниэ́ль О́скар Гарне́ро (исп. Daniel Oscar Garnero; род. 1 апреля 1969, Ломас-де-Самора, Буэнос-Айрес) — аргентинский футболист и футбольный тренер. Выступал на позиции полузащитника. Большая часть игровой карьеры Гарнеро связана с клубом «Индепендьенте».

## Биография
Даниэль Гарнеро дебютировал в «Индепендьенте» в 1991 году. Он был частью команды, пережившей в середине 1990-х годов всплеск удачных результатов после шести лет без титулов. В 1994 году Гарнеро вместе с «Инде» выиграл чемпионат Аргентины — Клаусуру. В том же году помог команде выиграть международный трофей — Суперкубок Либертадорес, который на тот момент был вторым по значимости турниром в Южной Америке. В следующем году «короли кубков» выиграли Рекопу, обыграв победителя Кубка Либертадорес 1994 «Велес Сарсфилд». В том же году «красные дьяволы» во второй раз подряд выиграли Суперкубок Либертадорес.
В 1996 году Дани выступал в Чили за «Универсидад Католику», после чего вернулся в «Индепендьенте». В 2000 году полузащитник вновь отправился за рубеж, проведя Летний чемпионат Мексики в составе «Торос Несы». Последние два сезона игровой карьеры Даниэль Гарнеро провёл в родном «Индепендьенте».
Уже в 2002 году Гарнеро вошёл в тренерский штаб «Арсенала» из Саранди, где работал до 2005 года. Последующие два сезона работал тренером в «Эстудиантесе» и «Индепендьенте». В 2008 году впервые возглавил клуб в качестве главного тренера — этой командой стал «Арсенал», с которым Гарнеро в первом же матче выиграл первый розыгрыш Кубка банка Суруга. В мае 2010 года возглавил «Индепендьенте». Как рассказал сам Гарнеро в интервью в 2017 году, краткосрочный период пребывания в «Инде» в 2010 стал худшим в его тренерской карьере: «Я был в центре спора между фанатами, которые не желали ухода Толо Гальего, и советом директоров, который хотел, чтобы он ушёл. И тут появился я, а результата с самого начала не было».
С 2011 по 2015 год Даниэль Гарнеро дважды возглавлял «Сан-Мартин» из Сан-Хуана, а также работал в «Банфилде» и «Индепендьенте Ривадавия». С 2015 года работает в Парагвае. Один сезон отработал в «Соль де Америке», а в 2016 году возглавил «Гуарани». Добился с «аборигенами» лучшего результата в тренерской карьере, приведя команду к титулу чемпионов Парагвая в Клаусуре 2016.
28 декабря 2017 года Даниэль Гарнеро был представлен в качестве нового главного тренера асунсьонской «Олимпии». Привёл «деканов» к четырём подряд победам в чемпионате Парагвая.

## Титулы
В качестве игрока
- Чемпион Аргентины (1): 1994 (Клаусура)
- Обладатель Суперкубка Либертадорес (2): 1994, 1995
- Обладатель Рекопы (1): 1995

В качестве тренера
- Чемпион Парагвая (7): 2016 (Клаусура), 2018 (Апертура), 2018 (Клаусура), 2019 (Апертура), 2019 (Клаусура), 2021 (Апертура), 2022 (Апертура)
- Обладатель Кубка банка Суруга (1): 2008